# Roberto Hodge
Roberto Hodge Rivera, né le 30 juillet 1944 à La Serena au Chili et décédé le 30 novembre 1984 dans la même ville, est un joueur de football international chilien, qui évoluait au poste de milieu de terrain.

## Biographie

### Carrière en club
Avec le club de l'Universidad de Chile, il remporte cinq championnats du Chili. Il participe avec cette équipe à la Copa Libertadores en 1963, 1965, 1966, 1968 et enfin 1970. Il atteint les demi-finales de cette compétition en 1970, en étant éliminé par le club uruguayen du CA Peñarol, et en inscrivant plusieurs buts lors du tournoi.
Avec le Club América, il remporte un titre de champion du Mexique et une Coupe du Mexique. Il participe avec cette équipe à la Coupe des champions de la CONCACAF en 1972. Enfin avec le CD Palestino, il complète son palmarès d'une Coupe du Chili.
Il dispute un total de 297 matchs dans le championnat du Chili, pour 28 buts inscrits.

### Carrière en sélection
Avec l'équipe du Chili, il joue 38 matchs et inscrit un but entre 1964 et 1977. Il joue son premier match en équipe nationale le 14 octobre 1964 contre l'Argentine, et son dernier le 6 mars 1977 face au Pérou. Le 13 décembre 1967, il marque un but contre la Hongrie. C'est son seul but en équipe nationale.
Il participe avec la sélection chilienne à la Coupe du monde de 1966. Lors du mondial organisé en Angleterre, il ne joue aucun match. Il dispute toutefois trois matchs comptant pour les tours préliminaires du mondial 1966, quatre matchs comptant pour les tours préliminaires du mondial 1970, et deux matchs comptant pour les éliminatoires du mondial 1978. 
Il participe également avec la sélection nationale au championnat sud-américain de 1967, où le Chili se classe 3e de la compétition.

## Palmarès
| Universidad de Chile - Championnat du Chili (5) : - Champion : 1962, 1964, 1965, 1967 et 1969. - Vice-champion : 1963. |  | Club América - Championnat du Mexique (1) : - Champion : 1970-71. - Coupe du Mexique (1) : - Vainqueur : 1973-74. |  | Palestino - Coupe du Chili (1) : - Vainqueur : 1977. |